# 儀礼称号
儀礼称号（ぎれいしょうごう、courtesy title）とは、儀礼的に名乗る称号。栄誉称号のひとつ。主にヨーロッパの王族、貴族において爵位、称号を有する当主以外の家族が、儀礼的にそれに準じる称号を名乗ることを言う。また、公的な貴族制度がなくなった国においては貴族の称号は全て儀礼的称号といえる。日本において戦後に旧華族がこのような儀礼称号を名乗る例は見られない。

## イギリス貴族の儀礼称号
イギリスの貴族において正式な貴族（peer：有爵者）は当主一人であるが、その家族も身分に従った儀礼的な称号 (courtesy title) で呼称される。伯爵 (Earl) 以上の貴族で、従たる爵位 (subsidiary titles) を有する場合、その長男やさらにその長男は当主の主たる爵位以外のいずれかの爵位を（当該爵位の保有者であることを示す定冠詞 (the) を除外した形で）名乗ることができる。例えば、ノーフォーク公 (the Duke of Norfolk) はアランデル伯爵 (the Earl of Arundel) でもあるため、その長男はアランデル伯爵 (Earl of Arundel) を名乗る。それ以外の子女や子爵以下の貴族の全ての子女は、当主の身分に準じてロード (Lord)、レディ (Lady)、オナラブル (Honourable) の敬称が許される。
有爵者たる貴族の夫人は、夫の爵位の女性形（自身の権利において爵位を有する場合と同じ称号。例えば、伯爵夫人の場合は女伯爵と同じcountess）を（正式な場合には夫の氏名とともに）名乗る。

## その他
- イタリアは1946年6月2日の国民投票によって王政の廃止が決まり、1948年1月1日のイタリア共和国憲法施行で正式に貴族制度が廃止されたが、憲法の経過規定第14条は、「1922年10月28日以前に存在した貴族の爵位に付随する名称は、氏名の一部とみなされる」と規定している。基準日となる1922年10月28日は、ファシスト党のローマ進軍を受けて、国王ヴィットーリオ・エマヌエーレ3世がベニート・ムッソリーニに組閣を命じた日の前日である。